# Lorenzova kalibrační podmínka
Lorenzova kalibrační podmínka je jednou z možných kalibrací potenciálů elektromagnetického pole. Tato kalibrace se nejvíce používá v teorii relativity. Rovnice pro čtyřpotenciál jsou tyto:
{\displaystyle -\Box A^{\nu }=\mu _{0}j^{\nu }}
Protože pravá strana rovnice musí splňovat rovnici kontinuity pro čtyřproud {\displaystyle j^{\nu }} (čárka značí parciální derivaci podle dané souřadnice):
{\displaystyle j_{,\nu }^{\nu }=0}
Musí stejnou podmínku splňovat i levá strana rovnice:
{\displaystyle A_{,\nu }^{\nu }=0}
Což je právě Lorenzova kalibrační podmínka. V případě zakřiveného prostoročasu v obecné teorii relativity je potřeba nahradit obyčejnou parciální derivaci derivací kovariantní. Tvar kalibrační podmínky v nerelativistické notaci je:
{\displaystyle \operatorname {div} \mathbf {A} +{\frac {1}{c^{2}}}{\frac {\partial \varphi }{\partial t}}=0}
Kde {\displaystyle \mathbf {A} } je vektorový potenciál a {\displaystyle \varphi } skalární potenciál elektrického pole.
S Lorenzovou kalibrační podmínkou úzce souvisí kalibrační transformace, které změní hodnoty potenciálů tak, že i po této transformaci popisují potenciály fyzikálně pořád tu tutéž situaci.